# Aleixo Garcia
Aleixo Garcia, també conegut pel seu nom castellanitzat Alejo García, (? - Paraguai, 1525) fou un navegant i explorador portuguès que participà en diverses expedicions a Amèrica del Sud amb la flota castellana. Formà part de l'expedició de Juan Díaz de Solís al riu de la Plata i posteriorment fou el primer europeu a arribar fins a l'Imperi Inca.

## Biografia
Aleixo García participà en l'expedició de Juan Díaz de Solís al riu de la Plata entre 1515 i 1516 que fracassà en morir Juan Díaz, i part de la tripulació, al riu de la Plata, actual Uruguai. De tornada cap a la Península una de les tres caravel·les que formava l'expedició naufragà a l'altura de la Lagoa dos Patos, quedant-se 18 mariners a la costa. Aquests nàufrags se separaren en dos grups: set viatjaren cap al nord en busca dels portuguesos, als quals trobaren i foren enviats a Lisboa; mentre els altres sis es quedaren a la zona. En aquest segon grup hi havia Aleixo Garcia.
Pocs anys després organitzà una nova expedició, en la que hi havia centenars d'indígenes guaranís i algun dels seus companys, per recórrer aquelles terres. Entre 1521 i 1525 va recórrer el riu Paraguai, a la recerca de la Sierra de la Plata a la zona de l'Alt Perú, arribant fins als límits orientals del Tawantinsuyu. Va atacar la regió de Cochabamba, a l'actual Bolívia, passant pel Chaco Boreal. L'expedició aconseguí trobar moltes riqueses, però fou atacada pels payaguás, donant mort a la major part dels seus integrants, entre ells el mateix Garcia.